# عندما رأونا (مسلسل 2019)
عندما رأونا (بالإنجليزية: When They See Us) هو مسلسل تلفزيوني درامي أمريكي قصير إنتاج عام 2019 تم إعداده وإخراجه من قِبل إيفا ديفورني، لصالح نيتفليكس، تم عرضه لأول مرة في 31 مايو 2019 في أربعة حلقات وهو يستند إلى أحداث قضية عداءة سنترال بارك عام 1989 ويستكشف حياة خمسة مراهقين ذكور من هارلم المشتبه بهم في القضية الذين حوكموا بتهم لم يقترفونها وأُدينوا خطأً بالتهم الموجهة إليهم بتهمة الاغتصاب والاعتداء على سيدة بيضاء مصرفية تبلغ من العمر 28 عامًا تدعى تريشا ميلي في سنترال بارك في نيويورك عام 1989 وتأثير القضية عليهم كمراقهين وعلى عائلاتهم، من جميع النواحي النفسيه والجسدية طول فترة الحبس التي امتدت لعشرات السنين، تضم السلسلة مجموعة من الممثلين المبدعين منهم جاريل جيروم وأسانتي بلاك وجوفان أديبو ومايكل كينيث ويليامز ولوغان مارشال غرين وجوشوا جاكسون وبلير أندروود وفيرا فارميغا وجون ليجويزامو وفيليستي هوفمان ونيسي ناش وأونجانو إيلز ومارشا ستيفاني بليك، وكايلي بنبري.
في مقابلة خاصة ظهرت أوبرا وينفري في حلقة تعريفية بالمسلسل، حمل عنوان أوبرا وينفري تعرض عندما رأونا، حيث أجريت مقابلات مع الممثلين والمبدعين والأشخاص الذين تم تبرئتهم من القضية، وتم عرضهم للمرة الأولى في 12 يونيو 2019 على نيتفليكس وشبكة أوبرا وينفري ، لقي مسلسل عندما رأونا إشادة واسعة ودخل ضمن ترشيحات حفل توزيع جوائز الإيمي الواحد والسبعين، حيث حصل على 11 ترشيحًا، بما في ذلك لأفضل مسلسل قصير وترشيحات التمثيل لجيروم واليس وناش وبلك وليجويزمو وويليامز وبليك وفارميجا، ومنها نال جائزة أفضل ممثل رئيسي في سلسلة قصيرة أو فيلم تليفزيوني كانت من نصيب جاريل جيروم عن دور كوري وايز.

## سيناريو
يستند سيناريو مسلسل إلى أحداث قضية قضية عداءة سنترال بارك 1989 ويستكشف حياة المشتبه فيهم الخمسة الذين حوكموا بتهم تتعلق بالاعتداء الجنسي على ضحية أنثى ، وتأثير ذلك الحدث على أسرهم ، الذكور الأحداث الخمسة الملونين ، أبطال السلسلة: كيفين ريتشاردسون (آسانتي بلاك) ، أنترون ماكراي (كايل هاريس) ، يوسف سلام (إيثان هيريس) ، كوري وايز (جاريل جيروم) ، ريموند سانتانا (ماركيز رودريغيز) ، من أهم أحداث القضية اشتباه المدعية العامة لمنطقة نيويورك ، ليندا فيرستين ، بالمراهقين الخمسة منذ البداية وحثت ضباط إنفاذ القانون على اتباع أساليب مشكوك فيها بالتحقيق وتقصي الحقيقة. مقسومين على المدعي العام إلى مجموعتين للمحاكمة. أدين كل شاب من قبل هيئة محلفين بتهم مختلفة تتعلق بالاعتداء ؛ أربعة أدينوا بالاغتصاب. وقد حُكم عليهم بالسجن لمدة أقصاها السجن ، باستثناء كوري وايز ، الذي كان عمره 16 عامًا وقت ارتكاب الجريمة وعومل من قبل النظام القانوني معاملة الراشدين واحتُجز في مرافق للبالغين وقضى وقته في سجن البالغين.
بعد أن تم التعرف على المعتدي الحقيقي في عام 2002 من خلال الاعتراف ، وأدلة الحمض النووي ، وغيرها من الأدلة في التحقيق الذي أجراه مكتب التحقيق ، طلب من المحكمة أن تتخلى عن إدانات الرجال الخمسة (وهو موقف قانوني تعامل فيه الأطراف وكأنها لم تجر أي محاكمة لهم). بحلول ذلك الوقت ، كان جميع الرجال قد قضوا عقوباتهم. سحبت الدولة جميع التهم الموجهة إليهم من قضية عام 1989 وأزالتهم من سجل مرتكبي الجرائم الجنسية.
في عام 2003 رفعوا الأشخاص الخمسة دعوى ضد مدينة نيويورك لإدانتهم خطأ وتم منحهم تسوية قدرها 41 مليون دولار في عام 2014.

## طاقم التمثيل والشخصيات

### شخصيات رئيسية
- أسانتي بلاك في دور كيفن ريتشاردسون
  - جوستين كننغهام في دور كيفن ريتشاردسون (شاب بالغ)
- كاليل هاريس في دور أنترون ماكراي 
  - جوفان أديبو في دور أنترون ماكراي  (شاب بالغ)
- إيثان هيريس في دور يوسف سلام
  - كريس تشالك في دور يوسف سلام  (شاب بالغ)
- ماركيز رودريغيز في دور ريموند سانتانا
  - فريدي مياريس في دور رايموند سانتانا
- جاريل جيروم في دور كوري وايز
- كيلي بونبري في دور أنجي ريتشاردسون

### شخصيات مساندة
- عمر دورسي في دور إلومبي برات ، منظم مجتمع وناشط يظهر في وسائل الإعلام للدفاع عن الخماسي
- سوزان دوغلاس في دور غريس كوف
- كريستوفر جاكسون في دور بيتر ريفيرا ، المحامي الذي مثل ريموند
- جوشوا جاكسون في دور مايكل جوزيف المحامي الذي دافع عن أنترون
- فامك يانسن في دور نانسي رايان ، أدا في مانهاتن تم تعيينه في الأصل للقضية قبل تسليمها إلى ليدرير وأشرف لاحقًا على إلغاء إدانات الخمسة
- أديبيرو أودويي في دور  نومسا برات وناشطة منظمة مجتمعية تتولى قضية زوجها إلومبي بعد وفاته
- أورورا بيرينو في دور تانيا ، صديقة ريموند سانتانا جونيور (بالغ)
- ستورم ريد في دور ليزا ، صديقة كوري وايز
- ويليام سادلر في دور مايكل شيهان
- بلير أندروود في دور بوبي بيرنز المحامي الذي مثل يوسف
- لين كاريو في دور روبرت مورجنثاو
- شيكودي إوجي في دور كولين مور ، المحامي الذي مثل كوري
- فرانك باندو في دور المخبر جونزاليس
- الكسندرا تمبلر في دور تريشا ميلي
- جايس بارتوك في دور المحقق هيلدبراندت
- داشا بولانكو في دور إلينا ، زوجة جديدة لريموند سانتانا الأب.

### ضيوف
- ألان غرينبيرغ في دور هوارد ديلر ، المحامي الذي مثل كيفن
- إيزيس كينغ في دور مارسي وايز ، أخت كوري ، وهي امرأة متحولة جنسيًا
- لوجان مارشال جرين في دور روبرتس
- جاري بيريز في دور مانويل سانتانا
- ريس نوي في دور ماتياس رييس

## الحلقات
| م | العنوان         | المخرج       | كتب بواسطة                                                             | تاريخ الإصدار الأصلي |
| --- | --------------- | ------------ | ---------------------------------------------------------------------- | -------------------- |
| «1» | "الجزء الأول"   | إيفا ديفورني | إيفا ديفورني وجوليان بريس وروبن سويكورد قصة: آفا دوفيرناي وجوليان بريس | 31 مايو 2019         |
| يظهر خمسة مراهقين (ريموند ، كيفن ، كوري ، يوسف ، أنترون) في حي هارلم السكني ، وهم يمزحون مع بعضهم البعض ويلعبون. تم القبض عليهم من قبل الشرطة في عملية تمشيط للحديقة بعد حالة اعتداء في تلك الليلة. |                 |              |                                                                        |                      |
| «2» | "الجزء الثاني"  | إيفا ديفورني | إيفا ديفورني وجوليان بريس وأتيكا لوك قصة: آفا دوفيرناي وجوليان بريس    | 31 مايو 2019         |
| تظهر شرطة مدينة نيويورك وهي تمارس الضغط على الشبان الخمسة للاعتراف ، وتضعهم في مواجهة بعضهم البعض ، وتتحدث إليهم دون حضور ابائهم أو محاميهم ، أدى الاعتداء الوحشي على عداءة إلى زيادة الضغط على الشرطة لحل الجريمة وعلى المدعي العام لإحالتهم إلى المحاكمة وإداناتهم. هناك اقتراحات مفادها أن الجداول الزمنية ، والروايات المتضاربة ، ونقص الأدلة الموضوعية لا تدعم القضية ، لكن تدين هيئة المحلفين كل الشباب بالتهم الموجهة إليهم.                                                 |                 |              |                                                                        |                      |
| «3» | "الجزء الثالث"  | إيفا ديفورني | إيفا ديفورني وروبن سويكورد قصة: آفا دوفيرناي                           | 31 مايو 2019         |
| يكافح أنترون ويوسف وكيفن وريموند لوجودهم في منشأة للأحداث. يتم إطلاق سراحهم في النهاية بعد قضاء بعض الوقت ويجدون صعوبة في التكيف مع الحياة في الخارج. |                 |              |                                                                        |                      |
| «4» | "الجزء الرابعة" | إيفا ديفورني | إيفا ديفورني ومايكل ستاربوري قصة: آفا دوفيرناي                         | 31 مايو 2019         |
| كوري في سجن البالغين ولديه أصعب التجارب ، حيث اختار صعوبة عزل الزنازين على الاعتداءات المتكررة من قبل زملائه السجناء ، بدعم من حراس الزنزانة. في عام 2002 ، اعترف المعتدي الفعلي ، تطابق حمضه النووي مع الأدلة التي تتناسب مع روايته. تم إبطال إدانات الخمسة. يرفعون دعوى ضد المدينة ، حيث حصلوا على تسوية في عام 2014. تم تلخيص حياتهم اللاحقة ، وتفاصيل الزيجات ، والعمل ، ونشاط العدالة الاجتماعية ، وأنشطة أخرى. أربعة من الخمسة يبتعدون عن المدينة ليقيموا حياتهم في مكان آخر. |                 |              |                                                                        |                      |

## حلقة خاصة
| م | العنوان                         | المخرج     | تاريخ الإصدار الأصلي |
| --- | ------------------------------- | ---------- | -------------------- |
| «1» | "أوبرا وينفري تقدم:عندما رأونا" | مارك ريتشي | 12 يونيو 2019        |
| تجري أوبرا وينفري مقابلات مع الممثلين الرئيسيين والمنتجين التنفيذيين لفيلم "عندما يروننا" ومع الأشخاص الخمسة الذين تمت تبرئتهم. |                                 |            |                      |

## روابط خارجية
- عندما رأونا على موقع IMDb (الإنجليزية)
- عندما رأونا على موقع ميتاكريتيك (الإنجليزية)
- عندما رأونا على موقع روتن توميتوز (الإنجليزية)
- عندما رأونا على موقع نتفليكس (الإنجليزية)
- عندما رأونا على موقع فيلمافينيتي (الإسبانية)
- عندما رأونا على موقع ليتربوكسد (الإنجليزية)
- عندما رأونا على موقع كينوبويسك (الروسية)
- عندما رأونا على موقع ألو سيني (الفرنسية)
- عندما رأونا على موقع قاعدة بيانات الفيلم (الإنجليزية)